# Khaltmaagijn Battulga
Khaltmaagijn Battulga (mongolsk: Халтмаагийн Баттулга; født 3. marts 1963) er en mongolsk politiker fra Det Demokratiske Parti og var Mongoliets femte præsident. Han overtog posten 10. juli 2017 efter valget samme år og sad, til Ukhnaagijn Khürelsükh overtog posten 25. juni 2021. 
Han sad i den Store National-Khural (landets parlament) fra 2004 til hans indsættelse som præsident, og han var minister 2008-14.
Før sin politiske karriere var Battulga eliteudøver af sambobrydning.